# Bartłomiej Wilk
Bartłomiej Wilk (ur. 12 marca 1974 w Oleśnie) – piłkarz polski grający na pozycji obrońcy.

## Kariera
Karierę piłkarską Wilk rozpoczął w klubie Motor Praszka. Grał w nim do 1994 roku. Latem 1994 roku przeszedł do pierwszoligowego Rakowa Częstochowa. Swój debiut w pierwszej lidze zaliczył 6 sierpnia 1994 w zremisowanym 1:1 domowym meczu z GKS Katowice. Był podstawowym zawodnikiem Rakowa, a w sezonie 1997/1998 odszedł na roczne wypożyczenie do Wawelu Kraków. W sezonie 1998/1999 ponownie grał w Rakowie.
W 1999 roku Wilk został zawodnikiem Ruchu Radzionków. Zadebiutował w nim 17 lipca 1999 w przegranym 0:1 domowym meczu ze Stomilem Olsztyn. Latem 2001 roku został wypożyczony do Śląska Wrocław, ale rozegrał w nim jedno spotkanie. W trakcie sezonu 2001/2002 wrócił do Ruchu.
W sezonie 2002/2003 Wilk grał w drugoligowym Górniku Łęczna, a w sezonie 2003/2004 w Piaście Gliwice. W 2004 roku wrócił do Motoru Praszka, w którym grał do 2007 roku. Wiosną 2008 trafił do Victorii Skomlin, a w której w 2009 roku zakończył karierę.
Ogółem w polskiej ekstraklasie Wilk rozegrał 116 meczów i strzelił 5 goli.